# Phalaenopsis reichenbachiana
Phalaenopsis reichenbachiana là một loài lan đặc hữu của đảo Mindanao, Philippines. Loài này đang bị đe dọa vì bị khai thác quá mức. 